# Кустарниковые куропатки
Кустарниковые куропатки (лат. Arborophila) — род птиц семейства фазановых.
Кустарниковые куропатки населяют леса южно-азиатских тропиков и субтропиков. У них округлая форма тела и короткие круглые крылья.
Кустарниковые куропатки моногамны. Вне брачного периода они живут в семейной группе. В воспитании выводка участвуют самец и самка.

## Классификация
Международный союз орнитологов относит к роду 19 видов:
- Обыкновенная кустарниковая куропатка (Arborophila torqueola)
- Сычуаньская кустарниковая куропатка (Arborophila rufipectus)
- Красногрудая кустарниковая куропатка (Arborophila mandellii)
- Китайская кустарниковая куропатка (Arborophila gingica)
- Красногорлая кустарниковая куропатка (Arborophila rufogularis)
- Красноклювая кустарниковая куропатка (Arborophila rubirostris)
- Arborophila diversa
- Каштановоголовая кустарниковая куропатка (Arborophila cambodiana)
- Хайнаньская кустарниковая куропатка (Arborophila ardens)
- Тайваньская кустарниковая куропатка (Arborophila crudigularis)
- Белощёкая кустарниковая куропатка (Arborophila atrogularis)
- Рыжебрюхая кустарниковая куропатка (Arborophila brunneopectus)
- Давидова кустарниковая куропатка (Arborophila davidi)
- Калимантанская кустарниковая куропатка (Arborophila hyperythra)
- Arborophila campbelli
- Arborophila rolli
- Arborophila sumatrana
- Краснобрюхая кустарниковая куропатка (Arborophila javanica)
- Восточная кустарниковая куропатка (Arborophila orientalis)